# اللاسلطوية الفردية في الولايات المتحدة
تأثرت الأناركية الفردانية في الولايات المتحدة بشكل كبير ببنجامين تاكر، وخوسييه وارن، ورالف والدو إيمرسون، وليساندر سبونر، وبيير جوزيف برودون، وماكس شترينر، وهيربرت سبينسر وهنري ديفيد ثورو.
من ضمن الأناركيين الفردانيين المهمين أيضًا في الولايات المتحدة هناك ستيفن بيرل آندروز، وويليام باتشيلدر غرين، وإزرا هيوود، وإم. إي. لازاروس، وجون بيفرلي روبينسون، وجيمس إل. ووكر، وجوزيف لابادي، وستيفن بينغتون ولورنز لابادي.
كانت أول صحيفة أناركية أمريكية تُنشر بعنوان الثوري السلمي (The Peaceful Revolutionist)، التي أشرف على تحريرها جوزيه وارن، الذي سبقت كتاباته وتجاربه الأولى كتابات وتجارب بيير جوزيف برودون.

## نظرة عامة
بالنسبة للمؤرخ الأناركي الأمريكي يونيس مينيت شوستر، فإن الأناركية الفردانية الأمريكية «تؤكد على انعزال الفرد؛ حقه بأدواته الخاصة وعقله وجسده وبمنتجات عمله. بالنسبة للفنان الذي يتبنى هذه الفلسفة فإنها تعتبر فلسفة «جمالية»، وبالنسبة للمُصلح فهي أناركية أخلاقية، وبالنسبة للميكانيكي المستقل هي أناركية اقتصادية. يهتم جميع من سبق بفلسفتها، أما الأخير منهم فيهتم بالإثبات العملي. يهتم الأناركي الاقتصادي ببناء مجتمع على أساس الأناركية. من الناحية الاقتصادية فإنه لا يرى ضررًا في أي نوع من الحيازة الخاصة لما ينتجه الفرد من خلال عمله الخاص، ولكن إلى حد معين. وُجد تعبير عن النوع الأخلاقي والجمالي في الفلسفة المتعالية، وإنسانية  الجزء الأول من القرن التاسع عشر ورومنسيته، أما النوع الاقتصادي فقد وُجد في حياة الغرب الرائدة خلال الفترة ذاتها، ولكن زاد الميل له أكثر بعد الحرب الأهلية».
يصف الأناركي الفرداني المعاصر كيفن كارسون الأناركية الفردانية الأمريكية قائلًا: «يعتقد الأناركيون الفردانيون -على عكس باقي الحركة المجتمعية- أن الأجر الطبيعي للعمال في سوق حرة هو منتجاته، وأن الاستغلال الاقتصادي كان من الممكن أن يحدث لو أن الرأسماليين والمُلّاك استخدموا سلطة الدولة من أجل مصالحهم. وهكذا، فقد كانت الأناركية الفردانية بديلًا لكل من زيادة سيطرة الدولة على الحركة الاشتراكية السائدة، وعلى الحركة الليبرالية الكلاسيكية التي كانت تتجه لتكون مجرد تبرير لقوة شركات الأعمال الكبيرة».
من هذا المنطلق قيل إنه كي يفهم الإنسان الأناركية الفردانية الأمريكية فإنه يجب أن يأخذ بعين الاعتبار «السياق الاجتماعي لأفكارها، أي تحول أمريكا من مرحلة ما قبل الرأسمالية إلى مجتمع رأسمالي... يمكن رؤية الطبيعة غير الرأسمالية للولايات المتحدة في البدايات منذ الهيمنة المبكرة للعمل الحر (الإنتاج الحرفي والصناعي). في بداية القرن التاسع عشر، كان ما يقارب 80% من السكان الذكور العاملين (غير العبيد) يعملون عملًا حرًا. كانت الغالبية العظمى من الأمريكيين خلال هذا الوقت مزارعين يعملون في أراضيهم الخاصة، وبشكل رئيسي لتلبية احتياجاتهم». وبذلك «فإن الأناركية الفردانية وضوحًا شكلٌ من أشكال الاشتراكية الحِرفية. في حين أن الأناركية الشيوعية والأناركية النقابية من أشكال الاشتراكية الصناعية (أو البروليتارية).
أفادت المؤرخة ويندي مكلروي أن الأناركية الفردانية الأمريكية تأثرت تأثيرًا مهمًا بثلاثة مفكرين أوروبيين قائلةً: «كان أحد أهم هذه التأثيرات قادم من الفيلسوف السياسي الفرنسي بيير جوزيف برودون الذي ظهرت كلماته بأن «الحرية ليست ابنة النظام، بل أمه» بمثابة شعار للبيانات الإدارية لصحيفة ليبرتي» (صحيفة بنجامين تاكر الأناركية الفردانية المؤثرة). «كان التأثير الخارجي الكبير الآخر للفيلسوف الألماني ماكس شترينر». «المفكر الثالث الذي كان تأثيرة عظيمًا هو الفيلسوف البريطاني هربرت سبنسر». تشمل التأثيرات الأخرى التي يجب أخذها بعين الاعتبار «أناركية ويليام غودوين التي كان لها تأثير أيديولوجي على بعض من هذا، ولكن التأثير الأكبر كان لاشتراكية روبرت أوين وتشارلز فورييه. أسس أوين -بعد نجاح مشروعه- مجتمعًا تعاونيًا داخل الولايات المتحدة في نيو هارموني، إنديانا خلال عام 1825. كان جوزيه وارن (1798-1874) أحد أفراد هذا المجتمع، ويعتبر أول أناركي فرداني فيه. بعد فشل نيو هارموني، نقل وارن ولاءه الأيديولوجي من الاشتراكية إلى الأناركية (فكانت قفزة كبيرةً، باعتبار أن اشتراكية أوين كانت مبنية على أناركية غودوين).
وفقًا لجيمس جي. مارتن، فإن الأناركيين الفردانيبن ودعمهم لنظرية قيمة العمل جعل من صيغتهم لتبادل المنفعة الأمريكي بديلًا للسوق الحرة لكل من الرأسمالية والماركسية.

## الأصول

### جوزيه وارن
يعتبر جوزيه وارن على نحو واسع أول أناركي أمريكي، وكانت الصحيفة المكونة من أربع صفحات، التي أشرف على تحريرها خلال عام 1833، والتي سُميت الثوري السلمي (The Peaceful Revolutionist)، أولَ مجلة دورية أناركية تُنشر، وهي مشروع بنى له مطبعته الخاصة، وشكل له نمط طباعة خاص ولوحات طباعة خاصة.
كان وارن من أتباع روبرت أوين وانضم إلى مجتمع أوين في نيو هارموني، إنديانا. أطلق جوزيه وارن عبارة «يكلّف حد السعر»، إذ إن كلمة «يكلف cost» هنا لا تشير إلى السعر النقدي المدفوع بل تشير إلى العمل الذي يُبذل لإنتاج مادةٍ ما. لذلك، «اخترع نظامًا يدفع فيه للناس من خلال شهادات توضح عدد ساعات عملهم. يمكن استبدال هذه الأوراق في المتاجر المحلية بسلع استهلك إنتاجها العدد نفسه من الساعات». وضع نظرياته موضع الاختبار من خلال تأسيس «متجر العمل مقابل العمل» التجريبي الذي سمي متجر سينسيناتي تايم حيث كانت تُسهل التجارة من خلال أوراق يتعهدون من خلالها بالقيام بالعمل. نجح المتجر واستمر عمله مدة ثلاث سنوات، أُغلق بعدها كي يتمكن وارن من تأسيس جماعات على أساس تبادل المنفعة. شملت هذه الجماعات يوتوبيا وموديرن تايمز. قال وارن إن كتاب ستيفن بيرل آندروز، الذي حمل عنوان علم المجتمع ونُشر عام 1952، كان العرض الأكثر اكتمالًا وشفافيةً لنظريات وارن الخاصة. أفاد المؤرخ الكاتالوني كزافيي ديي بأن التجارب المجتمعية المتعمدة التي ابتكرها وارن كانت مؤثرة في الأناركيين الفردانيين الأوروبيين في نهايات القرن التاسع عشر وبداية القرن العشرين، مثل إيميل أرماند والمجتمعات المتعمدة التي بدؤوها.